# Otilio Alba Polo
Otilio Alba Polo (Barcelona, 1915-Campo de la Bota, 18 de marzo de 1941) fue un dirigente del Partido Socialista Unificado de Cataluña (PSUC) durante los primeros años de la dictadura franquista junto a su secretario general, Alejandro Matos. Fue encargado de la propaganda de la organización y estableció por vez primera contacto con los militantes del PSUC que se encontraban en Francia exiliados del franquismo tras la Guerra Civil. Fue descubierto y detenido, juzgado y condenado a muerte, siendo fusilado en el Campo de la Bota en marzo de 1941.